# 1900年夏季奥林匹克运动会射箭比赛
在1900年夏季奧林匹克運動會上，共進行了7項射箭比賽，共有來自三個國家的153名選手參加，於1900年7月15日至8月14日在文森森林射箭場進行。參加射箭比賽153名選手中只中17名選手的身份為人所知，但其中一些只知道他們的姓氏，大約1400名至1500選手參加了射箭比賽。這是射箭項目首次進入夏季奧林匹克運動會，所有七項賽事都是男子項目，法國、比利時和荷蘭派出選手參加只要荷蘭沒有人獲得任何個人項目獎牌。

## 各国奖牌榜
| 排名                     | 国家 / 地区              | 金牌 | 銀牌 | 銅牌 | 总计 |
| ------------------------ | ------------------------ | ---- | ---- | ---- | ---- |
| 1                        | 法国（FRA）              | 4    | 5    | 4    | 13   |
| 2                        | 比利时（BEL）            | 3    | 3    | 1    | 7    |
| 总计（共2个国家 / 地区） | 总计（共2个国家 / 地区） | 7    | 8    | 5    | 20   |

## 奖牌榜
| 项目                    | 金牌                            | 银牌                                                         | 铜牌                                 |
| 金绶带赛50米 （詳細）   | 亨利·埃鲁安 · 法国（FRA）       | 希拔特·雲英尼斯 · 比利时（BEL）                              | 埃米尔·菲瑟 · 法国（FRA）            |
| 金綬帶賽33米 （詳細）   | 希拔特·雲英尼斯 · 比利时（BEL） | 维克托·蒂博 · 法国（FRA）                                    | Charles Frédéric Petit · 法国（FRA） |
| 玫瑰花冠賽50米 （詳細） | 欧仁·穆然 · 法国（FRA）         | Henri Helle · 法国（FRA）                                    | 埃米尔·梅西耶 · 法国（FRA）          |
| 玫瑰花冠賽33米 （詳細） | 希拔特·雲英尼斯 · 比利时（BEL） | 维克托·蒂博 · 法国（FRA）                                    | Charles Frédéric Petit · 法国（FRA） |
| 世界冠軍賽 （詳細）     | Henri Hérouin · 法国（FRA）     | 希拔特·雲英尼斯 · 比利时（BEL）                              | 未授予                               |
| 燭台賽 （詳細）         | Emmanuel Foulon · 比利时（BEL） | 奥古斯特·塞吕里耶 · 法国（FRA） Emile Druart · 比利时（BEL） | 未授予                               |
| 金字塔賽 （詳細）       | 埃米尔·格吕米奥 · 法国（FRA）   | 奥古斯特·塞吕里耶 · 法国（FRA）                              | Louis Glineux · 比利时（BEL）        |

## 参赛国家
共有来自3个国家的153名运动员完成了巴黎赛事。
- 比利时（18）
- 法国（129）
- 荷兰（6）